# Voivodat de Łódź
El voivodat de Łódź és un de les 16 voivodats en què es divideix Polònia, segons la divisió administrativa del 1998. La capital és Łódź. Va ser creat l'1 de gener 1999 de l'antic voivodat de Łódź (1975-1999) i el Sieradz, Piotrków Trybunalski i Voivodat Skierniewice i part de Płock Voivodat, de conformitat amb les reformes del govern local, adoptades el 1998. La província deu el nom a la seva capital i ciutat més gran, Łódź. Łódź està envoltat per sis voivodats: Masòvia, al nord i a l'est, Święty Krzyż cap al sud-est, al sud de Silèsia, Opole, al sud-oest de Gran Polònia a l'oest, i Cuiàvia i Pomerània per un tram curt del nord. El seu territori pertany a tres províncies històriques de Polònia - Masòvia (a l'est), Gran Polònia (a l'oest) i la Petita Polònia (al sud-est, al voltant d'Opoczno).

## Municipis
- Łódź (779.129)
- Piotrków Trybunalski (80.510)
- Pabianice (71.920)
- Tomaszów Mazowiecki (67.372)
- Bełchatów (62.670)
- Zgierz (58.201)
- Kutno (48.484)
- Radomsko (49.687)
- Skierniewice (48.667)
- Zduńska Wola (44.720)
- Sieradz (44.512)
- Łowicz (32 345)
- Wieluń (26 341)
- Babsk (690)